# 보자족
보자족은 후기 베다 시대에 인도에 위치했던 준인도아리아인 고대 부족들의 집합이었다. 이들은 인도의 서사시 마하바라타에서 야다바의 분파로 묘사된다. 이들은 야두 왕에게서 갈라져 나온 사트바타족의 후예인 안다카족의 한 분파였다. 보자족은 18개의 분파로 나뉘었으며, 중앙인도의 파르나사강 유역에 있는 므리티카바티를 수도로 삼아 통치했다.

## 기원
보자족의 기원은 자료마다 다르다. 마하바라타와 같은 대부분의 유명한 인도 서사시는 보자족을 야다바 부족의 분파로 언급한다.
비슈누 푸라나는 므리티카바티의 보자족이 사트바타의 아들 마하보자의 후손이며, 안다카족과 브리슈니족의 친족 부족이었다고 말한다.
대영 왕립아시아학회지는 보야족이 이란에서 인도로 왔으며, 정착하는 곳마다 기존 부족들과 혼혈되었다고 이론화한다. 라자스탄주, 말와, 카티아와르에 정착한 집단들은 야바나와 밀접한 관계를 맺게 되었다. 이들은 아마도 마츠야 푸라나의 한 구절에서 믈레차족(외국인)이라고 불린 사람들일 것이다. 마투라 지역에 정착한 집단은 수라세나족, 브리슈니족과 동맹을 맺어 수라세나 왕국을 건설했다. 사우라슈트라와 인더스강 삼각주에 정착한 집단은 사우비라족과 연관되었다.
마하바라타의 아디 파르바 (85.3533)와 마츠야 푸라나의 한 구절 (34.30)에서 보야족은 믈레차(외국인)로 언급된다. 그러나 마츠야 푸라나의 또 다른 구절 (44.69)에서는 이들을 경건하고 종교 의식을 행하는 자들로 묘사한다.

## 문학에서

### 비다르바
보야족의 가장 크고 번성했던 왕국은 비다르바 왕국이었다. 라마야나 서사시에서 비다르바의 보야 공주는 스와얌바라 의식에서 코살라 왕국의 아자 왕자와 결혼했다. 아자는 강력한 이크슈바쿠 왕 라구의 아들이자 다샤라타 왕의 아버지였으며, 다샤라타는 다시 라마 신의 아버지였다. 루크미니의 아버지인 비다르바의 비슈마카 왕과 그의 아들 루크미 왕은 마하바라타에서 "보자-야다바"라고 불린다.

### 마투라
마투라의 보자족은 다른 야다바 부족과 동맹을 맺었으나 우그라세나 왕의 아들 칸사에 의해 왕국에서 추방되었다. 그러나 영웅 신 크리슈나가 그들을 도와 칸사로부터 마투라를 재정복하고 통치를 재확립했다. 보자족의 18개 부족은 마가다의 강력한 왕 자라산다에 대한 두려움 때문에 왕국을 떠났다.

### 쿤티
또 다른 저명한 보자 왕국은 쿤티 왕국이었다. 이곳은 쿤티보자 왕이 통치했다. 판다바의 어머니이자 쿠루 왕 판두의 첫째 부인인 쿤티는 쿤티보자의 양녀였다.

### 므리티카바티
므리티카바티의 보자족은 중앙인도의 파르나샤 (산스크리트어: पर्णाशा) 강 유역에 있는 말와고원 주변을 통치했다. 이 보자족은 사트바타족을 지배했다. 한 보자 왕은 위대한 쿠루크셰트라 전쟁에 참여했다.
대영 왕립아시아학회지에 따르면, 이들은 파라슈라마와 동맹을 맺어 강력한 하이하야 왕 카르타비르야 아르주나를 물리쳤다. 그들의 성공으로 인해 그들은 한동안 나르마다강과 타프티강 계곡에 대한 우위를 차지했다.

### 보자-안다카족
야다바 영웅 크리타바르마는 때때로 안다카와 보자 씨족에 속하며 그들의 왕으로서 통치하는 것으로 묘사된다. 마하바라타 서사시의 마우살라 파르바에서 안다카와 보야 씨족은 잔치 도중 술에 취해 결투를 벌이기 시작했고, 이로 인해 거의 모든 야다바 왕족들이 사망했다.

## 후손
고아의 보자족은 적어도 서기 3세기부터 6세기까지 고아주, 콘칸 일부, 그리고 카르나타카주 일부를 통치했던 왕조였다. 고아는 파탈리푸트라의 마우리아 황제 또는 아마도 사타바하나에 대한 봉건적 충성을 통해 이 영토를 통치했던 보자족의 정치적 영향력 아래에 놓였다. 그들의 수도는 고아주의 찬드라푸라 또는 찬드라우라(현대의 찬도르)에 위치했다.

## 같이 보기
- 고아의 보자족
- 비다르바 왕국